# منتخب روسيا لهوكي الحقل للسيدات
منتخب روسيا الوطني لهوكي الحقل للسيدات هو ممثل الرسمي في المنافسات الدولية في هوكي الحقل للسيدات.